# Chaire Théodore Verhaegen
La Chaire Théodore Verhaegen est une chaire universitaire fondée en 1983 avec le soutien du Grand Orient de Belgique. Elle constitue une chaire de maçonnologie, à l'Université libre de Bruxelles fondée par Pierre-Théodore Verhaegen, organisant des colloques et invitant des conférenciers sur les aspects les plus divers de la franc-maçonnerie. La chaire publie ses actes dans Le pavé mosaïque, revue d'études maçonniques aux éditions Dervy. 

## Historique
La Chaire Théodore Verhaegen est créée en 1983, à l'occasion du 150e anniversaire du Grand Orient de Belgique. Son objectif est de faire connaitre et comprendre la franc-maçonnerie et propose tous les ans des conférences au monde universitaire comme au grand public qui exposent les divers aspect de la franc-maçonnerie. En 2016, elle est sous la direction du professeur Jean-Pierre Devroey, elle diffuse également un enseignement relatif à l'histoire maçonnique dirigé par le professeur Jean-Philippe Schreiber.

## Liste des conférences
- 2002 (22 et 23 mars) : Secret et transparence maçonniques.
- 2003 (7 et 8 novembre) : Philosophies et idéologies maçonniques. Conférencier : Baudouin Decharneux[2].
- 2005 (14 novembre) : La Franc-Maçonnerie dans la tourmente (1939-1945).
- 2007 (10 décembre) : La Clef écossaise. Une enquête sur les origines de la Franc-maçonnerie.
- 2008 (23 avril) : La spiritualité maçonnique.
- 2009 (29 avril) : Franc-maçonnerie et communication. Conférence débat entre Bertrand Fondu (Grand Maître du Grand Orient de Belgique) et Christian Laporte (journaliste à La Libre Belgique)[3].
- 2010 (28 avril) : Quel héritage des "Pères" fondateurs ?[3].
- 2012 (27 mars) : Sociabilité et maçonnerie au 18e siècle. Conférencier : Pierre-Yves Beaurepaire[4].
- 2013-2014 : (25 février) : Regards historiques sur les sociétés fraternelles aux États-Unis. Conférencier :   Jeffrey Tyssens[5].
- 2013 (25 mars) : La longue marche des femmes en franc-maçonnerie. Conférencière : Cécile Révauger[6].
- 2014 (5, 12 et 19 novembre et 3, 10 et 17 décembre) - 2015 : De Condorcet à Decroly, la franc-maçonnerie, l'éducation et l'enseignement (XIXe – XXe siècle). Conférencier : Sylvain Wagnon[7].
- 2016 (17 et 24 février et 2, 9, 16 et 23 mars) : La complexité maçonnique. Conférencier : Lambros Couloubaritsis[1].
- 2017-2018 (7 mars 2018) : Qu'est-ce qu'un citoyen du monde ? Les racines maçonniques du cosmopolitisme. Conférencier : Andreas Önnerfors[8].
- 2018-2019 (13 mars) :  L'Egypte et la Franc-maçonnerie: Quelques aspects méconnus de la Campagne d'Egypte de Napoléon Bonaparte.  Conférencier: Eugène Warmenbol[9],[10].